# マイク・ハンケ
マイク・ハンケ（Mike Hanke, 1983年11月5日 - ）は西ドイツ・ノルトライン＝ヴェストファーレン州ハム出身の元ドイツ代表サッカー選手。貴州人和足球倶楽部所属。ポジションはフォワード。ゴールへの嗅覚に優れるだけでなく、サイドへと流れてクロスを挙げる能力も高い。ポストワークも巧みである。

## 経歴
シャルケ04在籍時の2004-2005シーズンには、アイウトン、サンド、アサモアらといった攻撃陣が揃う中でスーパーサブとして活躍。短い出場時間ながらシーズン通算5ゴールをあげ注目を集めた。その活躍は当時のドイツ代表監督ユルゲン・クリンスマンの目にも留まり、控え選手でありながらドイツ代表に選ばれた。
翌2005-2006シーズンにはレギュラーポジションを求めてヴォルフスブルクに移籍。チームの中心選手として31試合に出場し8ゴールを記録した。一時は代表から遠ざかっていたものの、ドイツワールドカップではメンバー入りし、1試合のみではあるが出場も果たしている。
2014年7月、中国サッカー・スーパーリーグの貴州人和に移籍した。

## エピソード
サッカー選手でありながら芝生アレルギーである。そのため、なるべく肌と芝生の接触を避けるようにしている。

## 代表歴

### 出場大会
- ドイツ代表
  - 2006 FIFAワールドカップ

### 試合数
- 国際Aマッチ 12試合 1得点（2005年-2007年）[4]

| ドイツ代表 | 国際Aマッチ | 国際Aマッチ |
| 年         | 出場        | 得点        |
| ---------- | ----------- | ----------- |
| 2005       | 6           | 1           |
| 2006       | 4           | 0           |
| 2007       | 2           | 0           |
| 通算       | 12          | 1           |